# Danh sách cầu thủ tham dự Cúp bóng đá Nam Mỹ 1983
Đây là danh sách đội hình các đội tuyển tham dự Cúp bóng đá Nam Mỹ 1983. Vòng Một diễn ra với 3 bảng mỗi bảng 3 đội với việc Paraguay, vào thẳng bán kết.

## Bảng A

### Chile
Huấn luyện viên:  Chile: Luis Ibarra
| Số | Vt | Cầu thủ              | Ngày sinh (tuổi)            | Số trận | Câu lạc bộ           |
| -- | -- | -------------------- | --------------------------- | ------- | -------------------- |
|    | TM | Roberto Rojas        | 8 tháng 8, 1957 (21 tuổi)   |         | Colo-Colo            |
|    | TM | Marco Cornez         | 15 tháng 10, 1958 (20 tuổi) |         | Palestino            |
|    | HV | Rubén Espinoza       | 1 tháng 6, 1961 (18 tuổi)   |         | Universidad Católica |
|    | HV | Rodolfo Dubó         | 11 tháng 9, 1953 (25 tuổi)  |         | Universidad de Chile |
|    | HV | Juan Soto            | 25 tháng 6, 1953 (26 tuổi)  |         | Palestino            |
|    | HV | René Valenzuela      | 20 tháng 4, 1955 (24 tuổi)  |         | Universidad Católica |
|    | TV | Alejandro Hisis      | 16 tháng 2, 1962 (17 tuổi)  |         | Colo-Colo            |
|    | TV | Leonel Herrera       | 10 tháng 10, 1948 (30 tuổi) |         | Colo-Colo            |
|    | TV | Marcelo Pacheco      | 1958 (age 25)               |         | Deportes Naval       |
|    | TV | Luis Silvio Rojas    | 5 tháng 4, 1954 (25 tuổi)   |         | Unión Española       |
|    | TV | Juan Carlos Orellana | 21 tháng 6, 1955 (24 tuổi)  |         | O'Higgins            |
|    | TĐ | Jorge Aravena        | 22 tháng 4, 1958 (21 tuổi)  |         | Universidad Católica |
|    | TĐ | Óscar Arriaza        |                             |         | Deportes Naval       |
|    | TĐ | Óscar Herrera        |                             |         | Deportes Naval       |
|    | TĐ | Osvaldo Hurtado      | 2 tháng 11, 1957 (21 tuổi)  |         | Universidad Católica |
|    | TĐ | Juan Carlos Letelier | 20 tháng 5, 1959 (20 tuổi)  |         | Cobreloa             |
|    | TV | Juan Rojas           | 1957 (age 26)               |         | O'Higgins            |

### Uruguay
Huấn luyện viên:  Omar Borrás
| Số | Vt | Cầu thủ                  | Ngày sinh (tuổi)            | Số trận | Câu lạc bộ     |
| -- | -- | ------------------------ | --------------------------- | ------- | -------------- |
|    | TĐ | Eduardo Acevedo          | 25 tháng 9, 1959 (23 tuổi)  |         | Defensor       |
|    | TĐ | Luis Alberto Acosta      | 15 tháng 12, 1952 (30 tuổi) |         | Wanderers      |
|    | TĐ | Julio Acuña              | 11 tháng 12, 1954 (28 tuổi) |         | Defensor       |
|    | TĐ | Carlos Aguilera          | 21 tháng 9, 1964 (18 tuổi)  |         | Nacional       |
|    | TV | Nelson Agresta           | 2 tháng 8, 1955 (28 tuổi)   |         | Nacional       |
|    | TĐ | Antonio Alzamendi        | 7 tháng 6, 1956 (27 tuổi)   |         | Nacional       |
|    | TĐ | Jorge Walter Barrios     | 24 tháng 1, 1961 (22 tuổi)  |         | Wanderers      |
|    | TĐ | Miguel Bossio            | 10 tháng 2, 1960 (23 tuổi)  |         | Peñarol        |
|    | TĐ | Wilmar Cabrera           | 31 tháng 7, 1959 (24 tuổi)  |         | Nacional       |
|    | TĐ | Alfredo De Los Santos    | 12 tháng 2, 1956 (27 tuổi)  |         | Defensor       |
|    | HV | Víctor Diogo             | 9 tháng 4, 1958 (25 tuổi)   |         | Peñarol        |
|    | HV | Raúl Esnal               | 23 tháng 4, 1956 (27 tuổi)  |         | Wanderers      |
|    | TĐ | Gustavo Daniel Fernández | 16 tháng 2, 1952 (31 tuổi)  |         | Peñarol        |
|    | TĐ | Juan Ferreri             | 1 tháng 1, 1965 (18 tuổi)   |         | Nacional       |
| 10 | TV | Enzo Francéscoli         | 12 tháng 11, 1961 (21 tuổi) |         | River Plate    |
|    | HV | Washington González      | 6 tháng 12, 1955 (27 tuổi)  |         | Nacional       |
|    | TĐ | Nelson Gutiérrez         | 13 tháng 4, 1962 (21 tuổi)  |         | Peñarol        |
|    | TĐ | Arsenio Luzardo          | 4 tháng 9, 1959 (23 tuổi)   |         | Nacional       |
|    | TĐ | Néstor Montelongo        | 20 tháng 2, 1955 (28 tuổi)  |         | Peñarol        |
|    | TĐ | Fernando Morena          | 2 tháng 2, 1952 (31 tuổi)   |         | Peñarol        |
|    | TĐ | Juan Muhlethaler         | 17 tháng 12, 1954 (28 tuổi) |         | Rampla Juniors |
|    | TĐ | Walter Daniel Olivera    | 16 tháng 8, 1952 (30 tuổi)  |         | Atlético       |
|    | TĐ | Víctor Manuel Rabuñal    | 8 tháng 1, 1962 (21 tuổi)   |         | Bella Vista    |
|    | TĐ | Venancio Ramos           | 20 tháng 6, 1959 (24 tuổi)  |         | Peñarol        |
|    | TĐ | Eliseo Rivero            | 27 tháng 12, 1957 (25 tuổi) |         | Danubio        |
|    | TM | Rodolfo Rodríguez        | 20 tháng 1, 1956 (27 tuổi)  |         | Nacional       |
|    | TĐ | Raúl Santelli            | 14 tháng 6, 1963 (20 tuổi)  |         | Defensor       |
|    | TV | Mario Saralegui          | 24 tháng 4, 1959 (24 tuổi)  |         | Peñarol        |
|    | TĐ | José Luis Sosa           | 1 tháng 1, 1956 (27 tuổi)   |         | Nacional       |
|    | TĐ | Carlos Eduardo Vázquez   | 12 tháng 3, 1962 (21 tuổi)  |         | Bella Vista    |
|    | TĐ | Jorge Villazán           | 5 tháng 10, 1962 (20 tuổi)  |         | Nacional       |

### Venezuela
Huấn luyện viên: Walter Roque
| Số | Vt | Cầu thủ             | Ngày sinh (tuổi)            | Số trận | Câu lạc bộ               |
| -- | -- | ------------------- | --------------------------- | ------- | ------------------------ |
|    | TM | César Renato Baena  | 13 tháng 1, 1961 (22 tuổi)  |         | Caracas                  |
|    | TM | Daniel Nikolac      | 11 tháng 5, 1961 (22 tuổi)  |         | Mineros                  |
|    | TM | Vicente Vega        | 21 tháng 2, 1955 (28 tuổi)  |         | Portuguesa FC            |
|    | HV | Pedro Javier Acosta | 7 tháng 9, 1959 (23 tuổi)   |         | Deportivo Portugués      |
|    | HV | Julio Barboza       |                             |         | Deportivo Táchira        |
|    | HV | Carlos Betancourt   | 10 tháng 11, 1957 (25 tuổi) |         | Atlético Zamora          |
|    | HV | Johnny Castellanos  |                             |         | Atlético Zamora          |
|    | HV | Robert Elie         | 11 tháng 5, 1959 (24 tuổi)  |         | Univerisdad de Los Andes |
|    | HV | Alberto Ramos       |                             |         | Deportivo Italia         |
|    | HV | Oscar Torres        | 29 tháng 5, 1959 (24 tuổi)  |         | Estudiantes de Mérida    |
|    | HV | René Torres         | 13 tháng 10, 1960 (22 tuổi) |         | Universidad de Los Andes |
|    | TV | Braulen Barboza     |                             |         | Atlético San Cristóbal   |
|    | TV | Nelson Carrero      | 3 tháng 2, 1953 (30 tuổi)   |         | Universidad de Los Andes |
|    | TV | Douglas Cedeño      |                             |         | Mineros                  |
|    | TV | José Milillo        |                             |         | Estudiantes de Mérida    |
|    | TV | Carlos Pérez        |                             |         | Colegio San Agustín      |
|    | TV | José Rodríguez      |                             |         | Deportivo Lara           |
|    | TV | Asdrúbal Sánchez    | 1 tháng 4, 1958 (25 tuổi)   |         | Universidad de Los Andes |
|    | TV | Nicola Simonelli    | 20 tháng 1, 1958 (25 tuổi)  |         | Atlético San Cristóbal   |
|    | TĐ | Rodolfo Carvajal    | 8 tháng 2, 1952 (31 tuổi)   |         | Universidad de Los Andes |
|    | TĐ | Pedro Febles        | 18 tháng 4, 1958 (25 tuổi)  |         | Atlético San Cristóbal   |
|    | TĐ | Ildemaro Fernández  | 27 tháng 12, 1961 (21 tuổi) |         | Estudiantes de Mérida    |
|    | TĐ | José Gamboa         |                             |         | Estudiantes de Mérida    |
|    | TĐ | Franco Rizzi        | 13 tháng 7, 1964 (19 tuổi)  |         | Deportivo Portugués      |
|    | TĐ | William Urdaneta    |                             |         | Deportivo Lara           |

## Bảng B

### Argentina
Huấn luyện viên:  César Luis Menotti
| Số | Vt | Cầu thủ              | Ngày sinh (tuổi)            | Số trận | Câu lạc bộ                  |
| -- | -- | -------------------- | --------------------------- | ------- | --------------------------- |
|    | TM | Ricardo Ferrero      | 5 tháng 4, 1955 (24 tuổi)   |         | Rosario Central             |
|    | TM | Enrique Vidallé      | 13 tháng 12, 1954 (24 tuổi) |         | Gimnasia y Esgrima La Plata |
|    | HV | Miguel Ángel Bordón  | 27 tháng 10, 1952 (26 tuổi) |         | Boca Juniors                |
|    | HV | Juan Carlos Bujedo   | 6 tháng 3, 1956 (23 tuổi)   |         | Vélez Sarsfield             |
|    | HV | Pedro Larraquy       | 13 tháng 6, 1956 (23 tuổi)  |         | Vélez Sarsfield             |
|    | HV | Victorio Ocaño       | 9 tháng 6, 1954 (25 tuổi)   |         | Talleres de Córdoba         |
|    | HV | Daniel Passarella    | 25 tháng 5, 1953 (26 tuổi)  |         | River Plate                 |
|    | HV | Eduardo Saporiti     | 29 tháng 12, 1954 (24 tuổi) |         | River Plate                 |
|    | HV | José Van Tuyne       | 13 tháng 12, 1954 (24 tuổi) |         | Rosario Central             |
|    | TV | Juan Barbas          | 23 tháng 8, 1959 (19 tuổi)  |         | Racing Club                 |
|    | TV | Ricardo Bochini      | 25 tháng 1, 1954 (25 tuổi)  |         | Independiente               |
|    | TV | José Luis Gaitán     | 7 tháng 9, 1957 (21 tuổi)   |         | Rosario Central             |
|    | TV | Américo Gallego      | 25 tháng 4, 1955 (24 tuổi)  |         | Newell's Old Boys           |
|    | TV | Jorge Gáspari        | 3 tháng 11, 1958 (20 tuổi)  |         | Quilmes                     |
|    | TV | Carlos Ángel López   | 17 tháng 7, 1952 (26 tuổi)  |         | Racing Club                 |
|    | TV | Diego Maradona       | 30 tháng 10, 1960 (18 tuổi) |         | Argentinos Juniors          |
|    | TV | José Daniel Valencia | 3 tháng 10, 1955 (23 tuổi)  |         | Talleres de Córdoba         |
|    | TĐ | José Antonio Castro  | 15 tháng 10, 1955 (23 tuổi) |         | Vélez Sarsfield             |
|    | TĐ | Hugo Coscia          | 12 tháng 10, 1952 (26 tuổi) |         | San Lorenzo                 |
|    | TĐ | Roberto Osvaldo Díaz | 3 tháng 3, 1953 (26 tuổi)   |         | Racing Club                 |
|    | TĐ | Sergio Fortunato     | 23 tháng 10, 1956 (22 tuổi) |         | Estudiantes                 |

### Ecuador
Huấn luyện viên:  Ernesto Guerra
| Số | Vt | Cầu thủ                  | Ngày sinh (tuổi)            | Số trận | Câu lạc bộ           |
| -- | -- | ------------------------ | --------------------------- | ------- | -------------------- |
|    | TM | Carlos Omar Delgado      | 7 tháng 2, 1949 (34 tuổi)   |         | El Nacional          |
|    | TM | Milton Vicente Rodríguez | 9 tháng 7, 1954 (29 tuổi)   |         | El Nacional          |
|    | TM | Israel Rodríguez Soriano | 16 tháng 11, 1960 (22 tuổi) |         | Emelec               |
|    | HV | Wilson Armas             | 2 tháng 4, 1958 (25 tuổi)   |         | El Nacional          |
|    | HV | Alfredo Encalada         | 4 tháng 9, 1957 (25 tuổi)   |         | Deportivo Quito      |
|    | HV | Fausto Klinger           | 15 tháng 4, 1953 (30 tuổi)  |         | Barcelona SC         |
|    | HV | Hans Maldonado           | 25 tháng 6, 1956 (27 tuổi)  |         | El Nacional          |
|    | HV | Orlando Narváez          | 26 tháng 6, 1958 (25 tuổi)  |         | El Nacional          |
|    | HV | Pedro Proaño             |                             |         | El Nacional          |
|    | HV | Polo Carrera             | 11 tháng 1, 1945 (38 tuổi)  |         | Deportivo Quito      |
|    | TV | Luis Granda              | 2 tháng 7, 1955 (28 tuổi)   |         | El Nacional          |
|    | TV | Tulio Quinteros          | 4 tháng 5, 1963 (20 tuổi)   |         | Barcelona            |
|    | TV | Carlos Ron               | 16 tháng 12, 1953 (29 tuổi) |         | El Nacional          |
|    | TV | Bolívar Ruiz             | 29 tháng 4, 1958 (25 tuổi)  |         | LDU                  |
|    | TV | Galo Vásquez             | 31 tháng 12, 1957 (25 tuổi) |         | Barcelona            |
|    | TV | José Jacinto Vega        | 27 tháng 11, 1958 (24 tuổi) |         | Barcelona            |
|    | TV | José Villafuerte         | 28 tháng 10, 1956 (26 tuổi) |         | El Nacional          |
|    | TĐ | Hamilton Cuvi            | 5 tháng 8, 1960 (23 tuổi)   |         | Nueve de Octubre     |
|    | TĐ | Carlos Gorozabel         | 8 tháng 10, 1956 (26 tuổi)  |         | LDU                  |
|    | TĐ | José Vicente Moreno      | 25 tháng 5, 1962 (21 tuổi)  |         | América              |
|    | TĐ | Lupo Quiñónez            | 12 tháng 2, 1957 (26 tuổi)  |         | Manta SC             |
|    | TĐ | Jorge Ron                | 26 tháng 2, 1954 (29 tuổi)  |         | Universidad Católica |
|    | TĐ | Mario Tenorio            | 21 tháng 8, 1957 (25 tuổi)  |         | Barcelona            |

### Brasil
Huấn luyện viên:  Cláudio Coutinho
| Số | Vt | Cầu thủ                 | Ngày sinh (tuổi)            | Số trận | Câu lạc bộ       |
| -- | -- | ----------------------- | --------------------------- | ------- | ---------------- |
|    | TM | Carlos                  | 4 tháng 3, 1956 (23 tuổi)   |         | Ponte Preta      |
|    | TM | João Leite              | 13 tháng 10, 1955 (23 tuổi) |         | Atlético Mineiro |
|    | TM | Émerson Leão            | 11 tháng 7, 1949 (29 tuổi)  |         | Vasco da Gama    |
|    | HV | Edinho                  | 5 tháng 6, 1955 (24 tuổi)   |         | Fluminense       |
|    | HV | Gomes                   | 9 tháng 9, 1956 (22 tuổi)   |         | Guarani          |
|    | HV | Júnior                  | 29 tháng 6, 1954 (25 tuổi)  |         | Flamengo         |
|    | HV | Marco Antônio           | 6 tháng 2, 1951 (28 tuổi)   |         | Vasco da Gama    |
|    | HV | Nelinho                 | 26 tháng 7, 1950 (28 tuổi)  |         | Cruzeiro         |
|    | HV | Oscar                   | 20 tháng 6, 1954 (25 tuổi)  |         | Ponte Preta      |
|    | HV | Pedrinho                | 22 tháng 10, 1957 (21 tuổi) |         | Palmeiras        |
|    | HV | Antônio Rondinelli      | 26 tháng 4, 1954 (25 tuổi)  |         | Flamengo         |
|    | HV | Toninho                 | 7 tháng 6, 1948 (31 tuổi)   |         | Flamengo         |
|    | TV | Adílio                  | 15 tháng 5, 1956 (23 tuổi)  |         | Flamengo         |
|    | TV | Amaral                  | 25 tháng 12, 1954 (24 tuổi) |         | Corinthians      |
|    | TV | Batista                 | 8 tháng 3, 1955 (24 tuổi)   |         | Internacional    |
|    | TV | Paulo César Carpegiani  | 7 tháng 2, 1949 (30 tuổi)   |         | Flamengo         |
|    | TV | Toninho Cerezo          | 21 tháng 4, 1955 (24 tuổi)  |         | Atlético Mineiro |
|    | TV | Chicão                  | 30 tháng 1, 1949 (30 tuổi)  |         | São Paulo        |
|    | TV | Paulo Roberto Falcão    | 16 tháng 10, 1953 (25 tuổi) |         | Internacional    |
|    | TV | Jair Gonçalves          | 11 tháng 6, 1953 (26 tuổi)  |         | Internacional    |
|    | TV | Carlos Alberto Pintinho | 26 tháng 5, 1955 (24 tuổi)  |         | Vasco da Gama    |
|    | TV | Pita                    | 4 tháng 8, 1958 (20 tuổi)   |         | Santos           |
|    | TV | Renato                  | 21 tháng 2, 1957 (22 tuổi)  |         | São Paulo        |
|    | TV | Sócrates                | 19 tháng 2, 1954 (25 tuổi)  |         | Corinthians      |
|    | TV | Zenon                   | 31 tháng 3, 1954 (25 tuổi)  |         | Guarani          |
|    | TV | Zico                    | 3 tháng 3, 1953 (26 tuổi)   |         | Flamengo         |
|    | TĐ | Éder                    | 25 tháng 5, 1957 (22 tuổi)  |         | Grêmio           |
|    | TĐ | João Paulo              | 15 tháng 6, 1957 (22 tuổi)  |         | Santos           |
|    | TĐ | Juary                   | 16 tháng 6, 1959 (20 tuổi)  |         | Santos           |
|    | TĐ | Nílton Batata           | 5 tháng 11, 1954 (24 tuổi)  |         | Santos           |
|    | TĐ | Roberto Dinamite        | 13 tháng 4, 1954 (25 tuổi)  |         | Vasco da Gama    |
|    | TĐ | Serginho                | 23 tháng 12, 1953 (25 tuổi) |         | São Paulo        |
|    | TĐ | Tarciso                 | 15 tháng 9, 1951 (27 tuổi)  |         | Grêmio           |
|    | TĐ | Tita                    | 1 tháng 4, 1958 (21 tuổi)   |         | Flamengo         |
|    | TĐ | Zezé                    | 30 tháng 6, 1957 (22 tuổi)  |         | Fluminense       |

## Bảng C

### Bolivia
Huấn luyện viên:  Wilfredo Camacho
| Số | Vt | Cầu thủ               | Ngày sinh (tuổi)            | Số trận | Câu lạc bộ        |
| -- | -- | --------------------- | --------------------------- | ------- | ----------------- |
|    | TM | Eduardo Terrazas      | 6 tháng 3, 1962 (21 tuổi)   |         | Blooming          |
|    | HV | Carlos Arias Torrico  | 26 tháng 8, 1956 (26 tuổi)  |         | Bolivar           |
|    | HV | Rolando Coimbra       | 25 tháng 2, 1960 (23 tuổi)  |         | Guabirá           |
|    | HV | Roberto Pérez         | 17 tháng 4, 1960 (23 tuổi)  |         | Guabirá           |
|    | HV | Carlos Urizar         | 16 tháng 1, 1957 (26 tuổi)  |         | Bolivar           |
|    | TV | Aldo Fierro           | 19 tháng 6, 1954 (29 tuổi)  |         | Bolivar           |
|    | TV | Edgar Vaca            | 2 tháng 5, 1956 (27 tuổi)   |         | Guabirá           |
|    | TV | Ramiro Vargas         | 22 tháng 10, 1958 (20 tuổi) |         | Bolivar           |
|    | TV | Jorge Camacho         | 13 tháng 3, 1956 (27 tuổi)  |         | Club Petrolero    |
|    | TV | Carlos Fernando Borja | 25 tháng 12, 1956 (26 tuổi) |         | Bolivar           |
|    | TV | Edgar Castillo        | 16 tháng 2, 1956 (23 tuổi)  |         | Blooming          |
|    | TV | José Milton Melgar    | 20 tháng 12, 1956 (26 tuổi) |         | Blooming          |
|    | TV | Erwin Romero          | 27 tháng 9, 1959 (19 tuổi)  |         | Blooming          |
|    | TV | Johnny Villarroel     | 5 tháng 4, 1955 (28 tuổi)   |         | Jorge Wilstermann |
|    | TV | Miguel Aguilar Eguez  | 29 tháng 9, 1953 (29 tuổi)  |         | Oriente Petrolero |
|    | TĐ | Ovidio Messa          | 12 tháng 12, 1952 (26 tuổi) |         | The Strongest     |
|    | TĐ | Silvio Rojas          | 3 tháng 11, 1959 (23 tuổi)  |         | Blooming          |
|    | TĐ | Fernando Salinas      | 18 tháng 5, 1960 (23 tuổi)  |         | Bolivar           |

### Colombia
Huấn luyện viên:  Blagoje Vidinić
| Số | Vt | Cầu thủ              | Ngày sinh (tuổi)            | Số trận | Câu lạc bộ             |
| -- | -- | -------------------- | --------------------------- | ------- | ---------------------- |
|    | TM | José Mina            | 17 tháng 7, 1954 (29 tuổi)  |         | Independiente Santa Fe |
|    | HV | Pedro Blanco         | 28 tháng 6, 1958 (25 tuổi)  |         | Atlético Junior        |
|    | HV | Oscar Bolaño         | 14 tháng 4, 1951 (32 tuổi)  |         | Atlético Junior        |
|    | HV | Miguel Escobar       | 18 tháng 4, 1945 (38 tuổi)  |         | Deportivo Cali         |
|    | HV | Carlos Hoyos         | 28 tháng 4, 1962 (17 tuổi)  |         | Deportivo Cali         |
|    | HV | Nolberto Molina      | 5 tháng 1, 1953 (30 tuổi)   |         | Millonarios            |
|    | HV | Víctor Luna          | 27 tháng 10, 1959 (23 tuổi) |         | Atletico Nacional      |
|    | HV | Miguel Prince        | 30 tháng 7, 1957 (26 tuổi)  |         | Millonarios            |
|    | TV | Henry Viáfara        | 20 tháng 4, 1953 (30 tuổi)  |         | América de Cali        |
|    | TV | Juan Caicedo         | 13 tháng 9, 1952 (30 tuổi)  |         | América de Cali        |
|    | TV | Ernesto Díaz         | 13 tháng 12, 1952 (30 tuổi) |         | Millonarios            |
|    | TV | Hernán Darío Herrera | 28 tháng 10, 1957 (25 tuổi) |         | América de Cali        |
|    | TĐ | Willington Ortiz     | 26 tháng 3, 1952 (31 tuổi)  |         | Millonarios            |
|    | TV | Norberto Peluffo     | 26 tháng 6, 1958 (25 tuổi)  |         | Atlético Nacional      |
|    | TV | Pedro Sarmiento      | 26 tháng 10, 1956 (26 tuổi) |         | Atlético Nacional      |
|    | TV | Antony de Ávila      | 30 tháng 12, 1963 (15 tuổi) |         | América de Cali        |
|    | TĐ | Fernando Fiorillo    | 23 tháng 11, 1956 (22 tuổi) |         | Atlético Junior        |
|    | TĐ | Arnoldo Iguarán      | 18 tháng 1, 1957 (22 tuổi)  |         | Millonarios            |
|    | TĐ | Ernesto Díaz         | 13 tháng 9, 1952 (26 tuổi)  |         | Atlético Junior        |
|    | TĐ | Alex Valderrama      | 1 tháng 10, 1960 (18 tuổi)  |         | Unión Magdalena        |

### Perú
Huấn luyện viên:  Juan Tan
| Số | Vt | Cầu thủ              | Ngày sinh (tuổi)            | Số trận | Câu lạc bộ             |
| -- | -- | -------------------- | --------------------------- | ------- | ---------------------- |
|    | TM | Eusebio Acasuzo      | 8 tháng 4, 1952 (27 tuổi)   |         | Universitario          |
|    | HV | Jorge Aguayo         | 25 tháng 10, 1955 (23 tuổi) |         | Melgar                 |
|    | HV | Rubén Toribio Díaz   | 17 tháng 4, 1952 (27 tuổi)  |         | Sporting Cristal       |
|    | HV | Jaime Duarte         | 27 tháng 2, 1955 (24 tuổi)  |         | Alianza Lima           |
|    | HV | Raúl García          | 21 tháng 9, 1959 (19 tuổi)  |         | Universitario          |
|    | HV | Jorge Nelson Ramírez | 22 tháng 10, 1955 (23 tuổi) |         | Melgar                 |
|    | TV | Pedro Requena        | 29 tháng 6, 1961 (18 tuổi)  |         | Sport Boys             |
|    | TV | Roberto Rojas        | 26 tháng 10, 1955 (23 tuổi) |         | Alianza Lima           |
|    | TV | José Casanova        | 12 tháng 5, 1964 (15 tuổi)  |         | Alianza Lima           |
|    | TV | Pedro Bonelli        | 20 tháng 10, 1956 (22 tuổi) |         | Deportivo Municipal    |
|    | TV | Germán Leguía        | 2 tháng 1, 1954 (25 tuổi)   |         | Universitario          |
|    | TV | Jorge Olaechea       | 27 tháng 8, 1958 (20 tuổi)  |         | Alianza Lima           |
|    | TV | Luis Reyna           | 16 tháng 5, 1959 (20 tuổi)  |         | Sporting Cristal       |
|    | TV | José Velásquez       | 4 tháng 6, 1954 (25 tuổi)   |         | Independiente Medellin |
|    | TĐ | Juan Caballero       | 27 tháng 6, 1958 (21 tuổi)  |         | Sporting Cristal       |
|    | TĐ | Eduardo Malásquez    | 19 tháng 10, 1957 (21 tuổi) |         | Independiente Medellin |
|    | TĐ | Alberto Mora         | 21 tháng 12, 1959 (19 tuổi) |         | Sporting Cristal       |
|    | TĐ | Franco Navarro       | 10 tháng 11, 1961 (17 tuổi) |         | Sporting Cristal       |
|    | TĐ | Genaro Neyra         | 8 tháng 10, 1952 (26 tuổi)  |         | Melgar                 |
|    | TĐ | Eduardo Rey Muñoz    | 7 tháng 8, 1957 (21 tuổi)   |         | Universitario          |

## Bán kết

### Paraguay
Huấn luyện viên:  Ranulfo Miranda
| Số | Vt | Cầu thủ              | Ngày sinh (tuổi)            | Số trận | Câu lạc bộ         |
| -- | -- | -------------------- | --------------------------- | ------- | ------------------ |
|    | TM | Alcides Báez         | 17 tháng 1, 1947 (36 tuổi)  |         | Libertad           |
|    | TM | Roberto Fernández    | 9 tháng 7, 1954 (29 tuổi)   |         | Cerro Porteño      |
|    | HV | Alejandrino Arce     |                             |         | Nacional           |
|    | HV | Cristín Cibils       | 13 tháng 3, 1956 (27 tuổi)  |         | Atlético Tembetary |
|    | HV | Juan Espínola        | 12 tháng 6, 1953 (30 tuổi)  |         | Libertad           |
|    | HV | Gerónimo Ovelar      |                             |         | Cerro Porteño      |
|    | HV | Roberto Paredes      | 2 tháng 12, 1956 (26 tuổi)  |         | Olimpia            |
|    | HV | Isidro Sandoval      | 15 tháng 5, 1959 (24 tuổi)  |         | Guaraní            |
|    | HV | Alicio Solalinde     | 1 tháng 2, 1952 (31 tuổi)   |         | Olimpia            |
|    | HV | Flaminio Sosa        |                             |         | Olimpia            |
|    | HV | Juan Torales         | 9 tháng 3, 1956 (27 tuổi)   |         | Sportivo Luqueño   |
|    | HV | Juan Manuel Villalba |                             |         | Libertad           |
|    | TV | Osvaldo Aquino       | 28 tháng 1, 1952 (31 tuổi)  |         | Olimpia            |
|    | TV | Arecio Colmán        | 10 tháng 6, 1951 (32 tuổi)  |         | Libertad           |
|    | TV | Adalberto Escobar    | 23 tháng 4, 1949 (34 tuổi)  |         | Libertad           |
|    | TV | Aldo Florentín       | 10 tháng 11, 1957 (25 tuổi) |         | Cerro Porteño      |
|    | TV | Carlos Kiese         | 1 tháng 6, 1957 (26 tuổi)   |         | Olimpia            |
|    | TV | Juvencio Osorio      | 1 tháng 6, 1950 (33 tuổi)   |         | Cerro Porteño      |
|    | TV | Mariano Pesoa        | 30 tháng 4, 1952 (31 tuổi)  |         | Cerro Porteño      |
|    | TV | Julio César Romero   | 28 tháng 8, 1960 (22 tuổi)  |         | Sportivo Luqueño   |
|    | TV | Hugo Talavera        | 31 tháng 10, 1949 (33 tuổi) |         | Olimpia            |
|    | TV | Luis Ernesto Torres  | 7 tháng 11, 1952 (30 tuổi)  |         | Olimpia            |
|    | TV | Tito Vera            |                             |         | Libertad           |
|    | TĐ | Isabelino Acosta     | 2 tháng 12, 1956 (26 tuổi)  |         | Sol de América     |
|    | TĐ | Roberto Cabañas      | 11 tháng 4, 1961 (22 tuổi)  |         | Cerro Porteño      |
|    | TĐ | Pedro Fleitas        | 11 tháng 7, 1953 (30 tuổi)  |         | Cerro Porteño      |
|    | TĐ | Evaristo Isasi       | 26 tháng 10, 1955 (27 tuổi) |         | Olimpia            |
|    | TĐ | Arsenio Meza         | 22 tháng 1, 1953 (30 tuổi)  |         | River Plate        |
|    | TĐ | Eugenio Morel        | 1 tháng 1, 1950 (33 tuổi)   |         | Libertad           |
|    | TĐ | Milcíades Morel      | 9 tháng 9, 1953 (29 tuổi)   |         | Libertad           |
|    | TĐ | Amado Pérez          | 24 tháng 6, 1959 (24 tuổi)  |         | Sol de América     |
|    | TĐ | Enrique Villalba     | 2 tháng 1, 1955 (28 tuổi)   |         | Olimpia            |